# Santuario della Madonna dell'Olio (Bivona)
Il santuario della Madonna dell'Olio è un santuario cattolico sito a Bivona, comune italiano della provincia di Agrigento in Sicilia.
Il santuario è dedicato alla Madonna dell'Olio, il cui titolo deriva da un olio minerale che affiora nei pressi della chiesa e utilizzato sia come combustile per lucerne sia, anticamente, per curare alcune malattie.

## Storia
Non si conosce la data esatta della fondazione della prima chiesa, anche se all'inizio del XVII secolo era già considerata assai antica. Il toponimo Madonna dell'Olio era già attestato in due documenti del 1514 e del 1522.
Intorno al 1540 la chiesa fu ricostruita sulla riva sinistra del fiume Santa Margherita, poiché il precedente edificio, che sorgeva sulla riva destra, era molto vicino al corso d'acqua, le cui piene lo avevano reso instabile. La chiesa era curata dalla Confraternita (o Compagnia) della Madonna dell'Olio, che deteneva lo ius patronatus su di essa.
Nel 1574 il pittore bivonese Cesare Oddo realizzò una tela raffigurante la Madonna dell'Olio, che sostituì la precedente immagine presente nella chiesa rurale e che è testimoniata fino alla seconda metà del XIX secolo.
Il 12 gennaio 1614 la chiesa fu concessa agli eremiti riformati di Sant'Agostino affinché vi costruissero un convento adiacente all'edificio sacro.
Gli eremiti agostiniani rimasero nel convento fino al 1665, quando papa Innocenzo X, tramite la bolla Instaurandae disciplinae, fece sopprimere l'ordine.
Il santuario è stato restaurato negli anni novanta. Nel 2008 è stato inserito nella carta regionale dei luoghi dell'identità e della memoria realizzata dal Centro Regionale Progettazione e Restauro della Regione Siciliana.